# Michel Baury
Michel Baury, né le 12 septembre 1945 à Limoges (Haute-Vienne), est un écrivain, poète et critique littéraire français.

## Formation et carrière professionnelle
Après des études de sciences physiques à l'Université de Limoges (1966-1973), et à l'Institut National des Sciences et Techniques Nucléaires de Saclay (INSTN) (1981-1982), et des études de sciences économiques à l'Institut d'Administration des Entreprises de Paris (IAE) (1976-1978), Michel Baury a fait une carrière d'ingénieur à EDF (1973-2005), responsable, notamment, de la production d'énergie au Centre National d'Exploitation du Système (CNES) (Chef de Département 1993-1999).

## Poésie
Membre de la Jeune Force Poétique française (JFPF) de 1962 à 1965, il a publié un premier recueil de poésie auto-édité en 1979, Osmose, puis six autres entre 1992 et 2022. Ses œuvres lui ont notamment valu la médaille d’or avec félicitations du jury de l'Académie Internationale de Lutèce en 1998, le prix Athanor de la Forêt des Mille Poètes en 2000, ou encore le prix Antonio de l'Académie Européenne des Arts - France en 2001. Lauréat de la Société des Poètes Français en 2009, il en est devenu le secrétaire général de 2015 à 2018. Il est membre depuis 2017 de la Société des Gens de Lettres.

## Histoire - Collecte de mémoire
Au début des années 2000, il commence à enquêter sur le passé du Limousin pendant la Seconde Guerre mondiale. Après avoir édité des archives privées dans Augustine-Liberté, cœur de femme au quotidien, 1939-1945 : journal de guerre en Limousin (2008), il travaille à la collecte de témoignages oraux pour éclairer des événements locaux comme la Libération de Limoges. Il en vient ainsi à traiter le massacre d'Oradour-sur-Glane, auquel il a consacré, entre 2014 et 2020, six ouvrages qui ont retenu l'attention des médias locaux, France 3 Limousin, France Bleu Limousin, Sud-Ouest ou Le Populaire du Centre, mais aussi belges (RTBF), et des acteurs culturels allemands comme la Fondation de l'Allemagne-maison Heinrich Heine à Paris. Ces ouvrages lui valent plusieurs prix (dont le "prix Michelet" et le "Grand Prix en Histoire contemporaine") lors des concours littéraires du Centre Européen pour la Promotion des Arts et des Lettres (CEPAL) de 2015 à 2019. Il a plus tard publié d'autres témoignages de résistants, ou encore des récits de déportés et de prisonniers en Allemagne.

## Autres activités littéraires
Critique littéraire, il est devenu vice-président puis président de « La Critique Parisienne » de 1996 à 1999[réf. nécessaire], et il a, par la suite, intégré son conseil d'administration, en tant que membre. Il a contribué entre 2007 et 2012 à des traductions françaises de contes pour enfants depuis le roumain. Depuis 2016, il rédige des récits de voyages.

## Actions en faveur de l'environnement
Secrétaire puis président de la Commission Nationale Environnement du Lions Clubs International de 1987 à 1991, il a organisé trois courses en ligne de véhicules électriques afin de promouvoir le développement de cette énergie de substitution aux hydrocarbures pour les véhicules individuels : "Eurosol 87" (Paris, 1987), le Grand Prix International du Touquet de Formule "E" (1990), et le Grand Prix International de Paris de Formule "E" (1991). Il a rédigé en 1990 la Charte entre l'homme, l'environnement et le cadre de vie, adoptée en 1991 lors de la Convention Nationale de Vincennes du Lions Clubs International.

## Publications

### Poésie
- Osmose, Paris, 1979.
- Hymne à la Terre et à la Vie, Paris, Saint-Germain-des-Prés, 1992 (ISBN 2-243-03235-X).
- ill. par Chantal Baury, Imparfait, Paris, Les Trois Arches, 1993 (ISBN 2-904991-53-0).
- ill. par Chantal Baury, Projection, Paris, Galerie Racine, 1996 (ISBN 2-243-03584-7).
- En toute liberté, Paris, Galerie Racine, 2001 (ISBN 2-243-04021-2).
- Mes intimes convictions, Paris, Les Poètes français, 2009 (ISBN 2-84529-096-9).
- ill. par l'auteur, Au crépuscule de l'âme, Paris, Le Lys bleu, 2022,  (ISBN 979-10-377-5381-6).

### Collecte de mémoire
- Augustine-Liberté, cœur de femme au quotidien, 1939-1945 : journal de guerre en Limousin, Paris, Thélès, 2008 (ISBN 978-2-84776-936-4).
- "Des miliciens prisonniers du maquis : les 13 pendus d’Épagne", Les Cahiers des Amis de la Creuse, no 14, 2014  (ISSN 2609-7273).
- Pourquoi Oradour-sur-Glane ? Mystères et falsification autour d’un crime de guerre, Rennes, Ouest-France, 2014 (ISBN 978-2-7373-6203-3).
- Août 1944, Libération de Limoges. La fin du mystère Gleiniger, Limoges, Lavauzelle, 2014 (ISBN 978-2-7025-1581-5).
- Sur le chemin d’Oradour : un village limousin « ordinaire » au cœur de la Résistance et de la milice, La Crèche, Geste, 2016 (ISBN 978-2-36746-509-8).
- Buchenwald-Dora. Matricule 38730, Paris-Saint-Denis, Edilivre, 2017 (ISBN 9782414066056).
- Juillet 1944 « Les Plats », mon village limousin au cœur d’un drame de « l’Épuration », Paris-Saint-Denis, Edilivre, 2017 (ISBN 978-2-41412-649-1).
- av. Patrick Charron et Jean Jollivet, Oradour-sur-Glane : Faits générateurs du massacre, Waterloo (Belgique), Jourdan, 2018 (ISBN 9782874664830).
- av. Marie-Noëlle et René Borie, Oradour-sur-Glane : Le récit d’un survivant, Toulouse, Privat, 2018 (ISBN 978-2-7089-0549-8).
- "Les Judet : chirurgiens de père en fils", Les Cahiers des Amis de la Creuse, no 22, 2018  (ISSN 2609-7273).
- Résistance : Les derniers témoignages, Waterloo (Belgique), Jourdan, 2019 (ISBN 978-2-8746-6548-6).
- Témoignages de Français dans les camps de déportation allemands, Waterloo (Belgique), Jourdan, 2020  (ISBN 978-2-87466-601-8).
- Oradour-sur-Glane - La falsification allemande, Waterloo (Belgique), Jourdan, 2020  (ISBN 978-2-87466-626-1).
- Oradour-sur-Glane - Un crime contre l'Humanité, Waterloo (Belgique), Jourdan, 2022   (ISBN 2-84529-096-9) 0-8.

### Récits de voyage
- Rêves de Camargue, Paris-Saint-Denis, Edilivre, 2016,  (ISBN 9782334239349).
- Carnet de Voyage n° II : le Rajahstan, Paris-Saint-Denis, Edilivre, 2016 (ISBN 9782334207812).
- Carnet de Voyage n° III : l'Autriche, Paris-Saint-Denis, Edilivre, 2016 (ISBN 9782334189262).
- Carnet de Voyage n° IV : Pérou, Paris-Saint-Denis, Edilivre, 2016 (ISBN 9782334189231).
- Carnet de Voyage n° V : Cambodge, Laos, Paris-Saint-Denis, Edilivre, 2016 (ISBN 9782334140300).
- Carnet de Voyage n° VI : Costa Rica, Nicaragua, Panama, Paris-Saint-Denis, Edilivre, 2016 (ISBN 9782334174466).
- Carnet de Voyage n° VII : États-Unis, Paris-Saint-Denis, Edilivre, 2016 (ISBN 9782334115377).
- Carnet de Voyage n° VIII : Chine, Paris-Saint-Denis, Edilivre, 2016 (ISBN 9782334156059).
- Carnet de Voyage n° IX : Australie, Paris-Saint-Denis, Edilivre, 2016 (ISBN 9782334194822).
- Carnet de Voyage n° X : Madagascar (Madagasikara), Paris-Saint-Denis, Edilivre, 2017 (ISBN 9782414019724).
- Carnet de Voyage n° XI : Prague, Paris-Saint-Denis, Edilivre, 2017 (ISBN 9782414062157).
- De Saint-Pétersbourg à Moscou, les deux capitales de la Russie, Paris-Saint-Denis, Edilivre, 2020 (ISBN 9782414431755).

### Traduction de contes pour enfants
- de Doina Cernica, trad. fr. avec Gina Puică, Fetiţa şi vulpea argintie. La petite fille et la renarde argentée, Timisoara (Roumanie), Artpress, 2007 (ISBN 978-9-7369-5239-5).
- de Doina Cernica, trad. fr. avec Gina Puică, ill. Ana Constantinescu, Poveste cu zăpezi trecătoare şi ghiocei nemuritori. Conte aux neiges éphémères et aux perce-neige immortels, Suceava (Roumanie), Muşatinii, 2012 (ISBN 9789731974897).